# 476 v.Chr.
Het jaar 476 v.Chr. is een jaartal volgens de christelijke jaartelling.

## Gebeurtenissen

### Griekenland
- Koning Archidamus II (476 - 427 v.Chr.) bestijgt de troon van Sparta, zijn grootvader Leotychidas II wordt beschuldigd van omkoperij en verbannen naar Tegea.
- Twee Griekse vorsten op Sicilië winnen elk een onderdeel van de Olympische Spelen: Hiëro I van Syracuse wint de paarderennen en Theroon van Akragas de wagenrennen.

## Overleden
- Jing Wang, koning van de Zhou-dynastie